# Крістіан Бустос
Крістіан Бустос (ісп. Cristian Bustos, нар. 29 травня 1983, Аліканте) — іспанський футболіст, що грав на позиції півзахисника.
Виступав, зокрема, за клуб «Сельта Віго».

## Ігрова кар'єра
Народився 29 травня 1983 року в місті Аліканте. Вихованець футбольної школи клубу «Вільярреал».
У дорослому футболі дебютував 2001 року виступами за команду «Ельденсе», в якій провів один сезон. 
Згодом з 2002 по 2009 рік грав у складі команд «Піносо», «Реаль Мурсія Б», «Еркулес», «Валенсія Месталья» та «Саламанка».
Своєю грою за останню команду привернув увагу представників тренерського штабу клубу «Сельта Віго», до складу якого приєднався 2009 року. Відіграв за клуб з Віго наступні чотири сезони своєї ігрової кар'єри. Більшість часу, проведеного у складі «Сельти», був основним гравцем команди.
Протягом 2013—2018 років захищав кольори клубів «Спортінг» (Хіхон), «Мальорка», «Мумбаї Сіті» та «Лорка».
Завершив ігрову кар'єру у команді «УКАМ Мурсія», за яку виступав протягом 2018 року.